# Mycosphaerella inconspicua
Mycosphaerella inconspicua är en svampart som beskrevs av Vestergr. 1909. Mycosphaerella inconspicua ingår i släktet Mycosphaerella och familjen Mycosphaerellaceae.   Inga underarter finns listade i Catalogue of Life.
I den svenska databasen Dyntaxa används istället namnet Mycosphaerella cassiopes för samma taxon.  Arten är reproducerande i Sverige.